# Серафима Корецька
Серафима Корецька (нар. ? — пом. 1633) — православна діячка Речі Посполитої.

## Життєпис
Походила з князівського роду Корецьких. Друга донька князя Якима Корецького та Ганни Ходкевич. При народженні отримала ім'я Софія. З дитинства виявила потяг до чернечого життя. У 1579 році стає ігуменією Корецького жіночого монастиря, що перебував у власності її роду. Прийняла постриг з ім'ям Серафиму. Завдяки її ініціативі обитель було фактично відновлено. Тут була облаштована школа-притулок для дівчат-сиріт, працювали школи-майстерні з аптярства, виготовлення митр, плащаниць, скрижалей до мантій; школи-майстерні із золотіння по дереву, позолоти куполів, кіотів та іконостасів. Також забрати ікону Божої Матері «Благодатна» (інша назва «Споручниця грішних», відповідно до напису на окладі), що здавна знаходилась у корецькому замку, з княжої молитовні до монастиря.
Серафима звернулася до свого брата Самійла із проханням звести новий, більший монастир, оскільки, існуючий на той час Свято-Вознесенський, не вміщував усіх черниць. 1620 року було розпочато будівництво Свято-Троїцького жіночого монастиря. Його патроном ігуменя обрала митрополита Петра Могилу.
У 1626 році Серафима зуміла переконати мати заповісти монастирю 18800 злотих, худобу і шість коней. Сама ж ігуменя у заповіті від 20 березня 1633 року відписала Корецькому монастирю міста Олександрів з 9 селами, придбаними нею за 32 тис. злотих у княгині Кристини Вишневецької у 1627 році, також відписала черницям монастиря право на її посаг у 45 тис. злотих і право на отримання всіх грошей, які вона віддала різним особам у борг.
Того ж року померла. Обряд поховання здійснив особисто митрополит Могила.